# Blochet

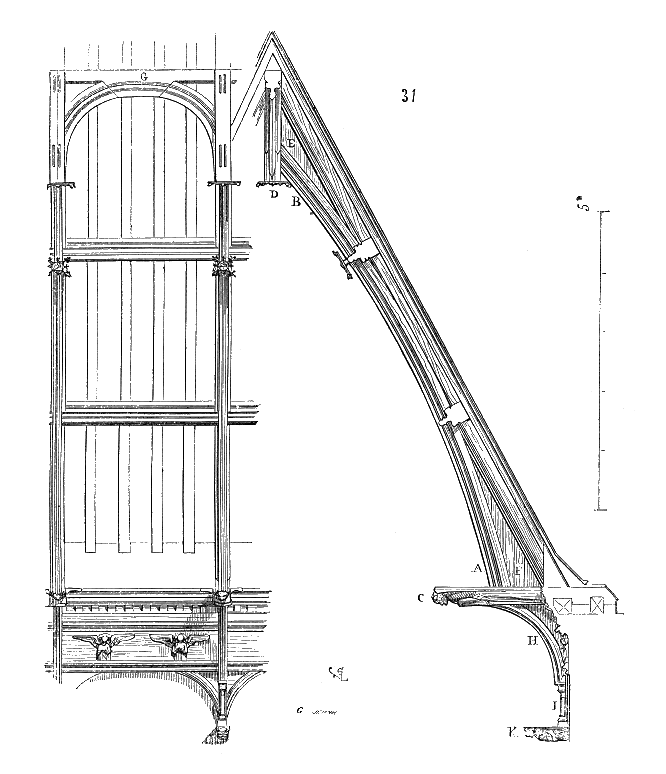
Ferme d'une charpente de la fin du XIV, dans la cathédrale d'Ely. Le blochet est désigné par la lettre C.

Un blochet, ou patin, est une courte pièce de charpente, placée horizontalement pour recevoir le pied de l'arbalétrier ou du chevron. Le terme s'utilise aussi dans le domaine ferroviaire pour désigner un support de rail en béton.

## Charpente

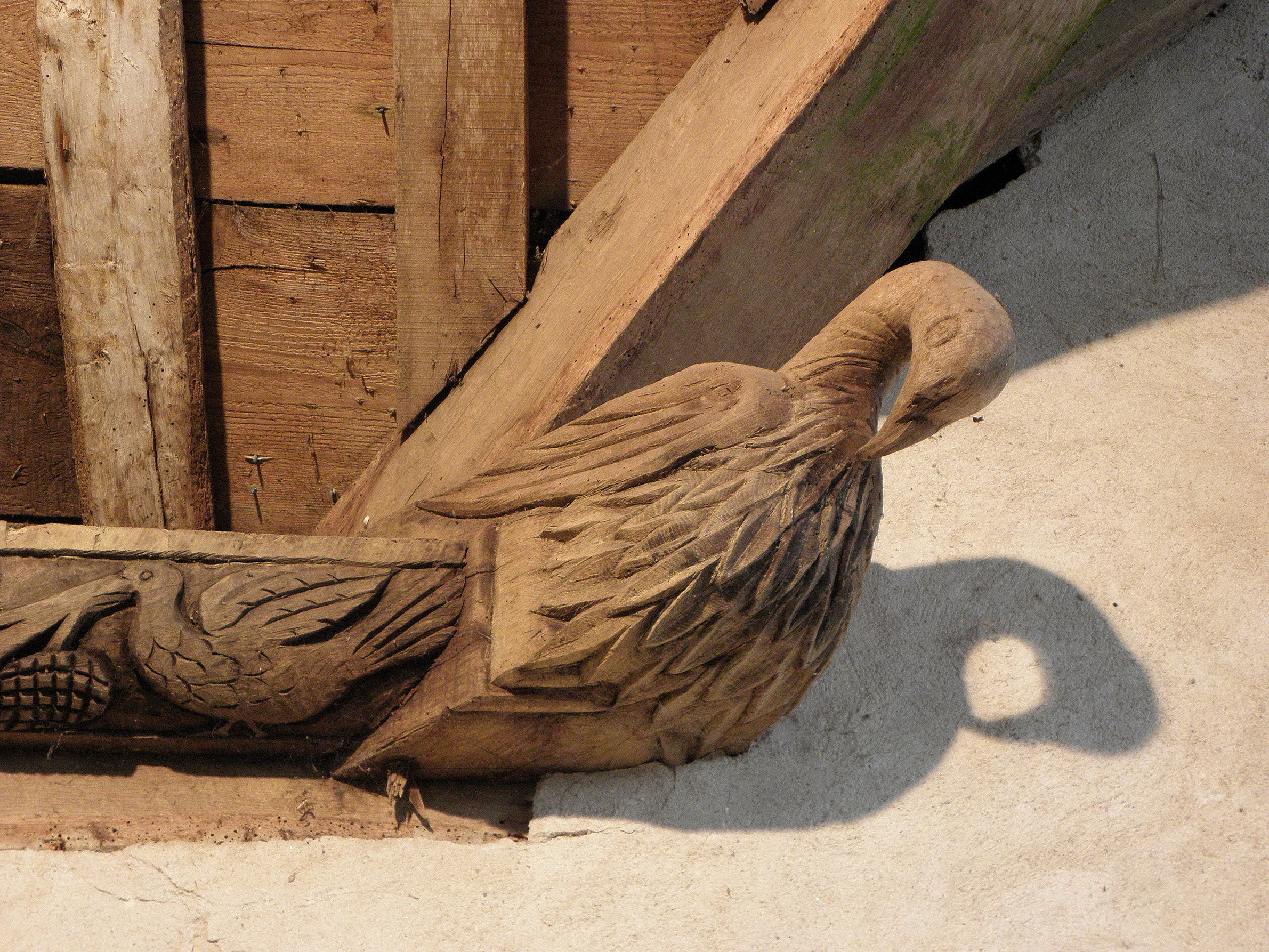
Blochet sculpté unissant un arbalétrier (au-dessus) à une sablière (à gauche), dans la chapelle Saint-Côme-et-Saint-Damien, à Saint-Nic.

Un blochet, terme de charpente, se dit d'une pièce de bois placée horizontalement servant uniquement d'appui et d'assemblage entre l'arbalétrier, le mur d'appui ou la sablière. Le blochet peut aussi être soulagé et renforcé par une contrefiche destinée à rendre le système isostatique, limitant les efforts horizontaux sur l'appui. Le blochet peut être massif, assemblé à double entaille (charpente traditionnelle) ou moisant, assemblé à simple entaille et boulonné (charpente moderne).

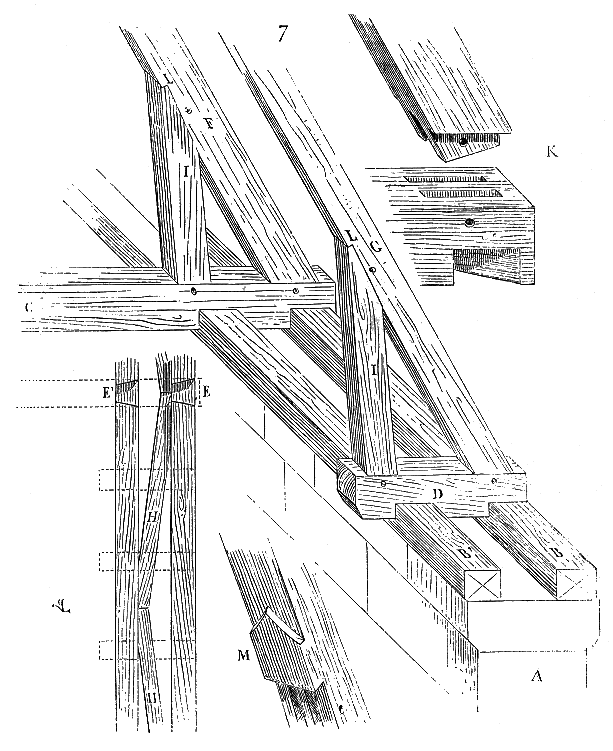
Le blochet (D) mord deux sablières (B et B′). La jambette (I) reporte une partie de la charge du chevron (G) sur l'extrémité intérieure du blochet. Dans les grandes charpentes, le pied du chevron (G) ou de l'arbalétrier (F) s'assemble souvent à deux tenons dans deux mortaises (détail K).

En général, les efforts subis par un blochet sont des efforts de traction.
Se dit également pour une petite pièce en bois servant à réaliser la rigidité d'un assemblage en bois. Par exemple, carré de bois de finition servant à recevoir les plinthes et se plaçant au pied des bâtis de portes.

## Domaine ferroviaire
En terminologie ferroviaire, un blochet correspond à une pièce de béton sur laquelle repose un rail. Deux blochets peuvent être reliés entre eux par une entretoise pour former une traverse dite bi-bloc. 